# 玛妮莎·斯瓦米
玛妮莎·斯瓦米（英語：Manisha Swami，1982年11月11日—），印度外交官，曾任印度駐聖保羅總領事。

## 生平
玛妮莎·斯瓦米生於1982年11月11日。她拥有比卡内尔大学英语文学硕士学位。
2008年，斯瓦米加入印度外事服務。作為一名職業外交官，她曾在印度駐西班牙和菲律宾的大使館任職，並在印度外交部擔任過多個職位。她曾在聯合國經濟與社會事務司擔任副處長，處理與聯合國和國際組織相關的多邊事務；在巴基斯坦、阿富汗和伊朗司擔任負責伊朗事務的官員；以及在印度外交學院擔任處長（行政）。此外，她還曾任印度外交部海得拉巴分部的分部祕書處負責人。

## 个人生活
斯瓦米会说印地语、英语和西班牙语。她的爱好包括阅读、旅行和戏剧。